# San Martín de los Cansecos
San Martín de los Cansecos là một đô thị thuộc bang Oaxaca, México. Năm 2005, dân số của đô thị này là 761 người.